# Gran Premio de las Américas de Motociclismo de 2013
El Gran Premio de las Américas de 2013 fue la segunda prueba del Campeonato del Mundo de Motociclismo de 2013. Tuvo lugar en el fin de semana del 19 al 21 de abril de 2013 en el Circuito de las Américas, situado en la ciudad de Austin, Texas, Estados Unidos. La carrera de MotoGP fue ganada por Marc Márquez, seguido de Dani Pedrosa y Jorge Lorenzo. Nicolás Terol fue el ganador de la prueba de Moto2, por delante de Esteve Rabat y Mika Kallio. La carrera de Moto3 fue ganada por Álex Rins, Maverick Viñales fue segundo y Luis Salom tercero.

## Resultados

### Resultados MotoGP
| Pos             | N.º | Piloto           | Constructor  | Vueltas | Tiempo          | Parrilla | Puntos |
| --------------- | --- | ---------------- | ------------ | ------- | --------------- | -------- | ------ |
| 1               | 93  | Marc Márquez     | Honda        | 21      | 43:42.123       | 1        | 25     |
| 2               | 26  | Dani Pedrosa     | Honda        | 21      | +1.534          | 2        | 20     |
| 3               | 99  | Jorge Lorenzo    | Yamaha       | 21      | +3.381          | 3        | 16     |
| 4               | 35  | Cal Crutchlow    | Yamaha       | 21      | +6.616          | 4        | 13     |
| 5               | 6   | Stefan Bradl     | Honda        | 21      | +12.674         | 5        | 11     |
| 6               | 46  | Valentino Rossi  | Yamaha       | 21      | +16.615         | 8        | 10     |
| 7               | 4   | Andrea Dovizioso | Ducati       | 21      | +22.374         | 6        | 9      |
| 8               | 19  | Álvaro Bautista  | Honda        | 21      | +22.854         | 7        | 8      |
| 9               | 69  | Nicky Hayden     | Ducati       | 21      | +33.773         | 10       | 7      |
| 10              | 29  | Andrea Iannone   | Ducati       | 21      | +42.112         | 13       | 6      |
| 11              | 41  | Aleix Espargaró  | ART          | 21      | +48.837         | 9        | 5      |
| 12              | 38  | Bradley Smith    | Yamaha       | 21      | +50.705         | 11       | 4      |
| 13              | 11  | Ben Spies        | Ducati       | 21      | +1:14.132       | 12       | 3      |
| 14              | 14  | Randy de Puniet  | ART          | 21      | +1:15.651       | 14       | 2      |
| 15              | 68  | Yonny Hernández  | ART          | 21      | +1:19.591       | 16       | 1      |
| 16              | 70  | Michael Laverty  | PBM          | 21      | +1:34.391       | 17       |        |
| 17              | 7   | Hiroshi Aoyama   | FTR          | 21      | +1:39.823       | 21       |        |
| 18              | 8   | Héctor Barberá   | FTR          | 21      | +1:39.952       | 15       |        |
| 19              | 71  | Claudio Corti    | FTR Kawasaki | 21      | +1:46.773       | 19       |        |
| 20              | 67  | Bryan Staring    | FTR Honda    | 21      | +1:48.084       | 22       |        |
| 21              | 79  | Blake Young      | APR          | 20      | +1 vuelta       | 24       |        |
| Ret             | 9   | Danilo Petrucci  | Ioda-Suter   | 13      | Retirado        | 20       |        |
| Ret             | 52  | Lukáš Pešek      | Ioda-Suter   | 13      | Caída           | 23       |        |
| Ret             | 5   | Colin Edwards    | FTR Kawasaki | 11      | Retirado        | 18       |        |
| DNS             | 17  | Karel Abraham    | ART          | 0       | No participó    |          |        |
| DNQ             | 44  | Mike Barnes      | BCL          | 0       | No se clasificó |          |        |
| Reporte Oficial |     |                  |              |         |                 |          |        |

Notas
- Últimos puntos de Ben Spies.
- Primera victoria de Marc Márquez en MotoGP

### Resultados Moto2
| Pos             | N.º | Piloto              | Constructor | Vueltas | Tiempo       | Parrilla | Puntos |
| --------------- | --- | ------------------- | ----------- | ------- | ------------ | -------- | ------ |
| 1               | 18  | Nicolás Terol       | Suter       | 19      | 42:02.689    | 3        | 25     |
| 2               | 80  | Esteve Rabat        | Kalex       | 19      | +3.125       | 4        | 20     |
| 3               | 36  | Mika Kallio         | Kalex       | 19      | +3.175       | 9        | 16     |
| 4               | 77  | Dominique Aegerter  | Suter       | 19      | +4.873       | 5        | 13     |
| 5               | 45  | Scott Redding       | Kalex       | 19      | +5.597       | 1        | 11     |
| 6               | 5   | Johann Zarco        | Suter       | 19      | +9.295       | 17       | 10     |
| 7               | 54  | Mattia Pasini       | Speed Up    | 19      | +14.472      | 24       | 9      |
| 8               | 15  | Alex de Angelis     | Speed Up    | 19      | +16.051      | 25       | 8      |
| 9               | 24  | Toni Elías          | Kalex       | 19      | +19.696      | 16       | 7      |
| 10              | 63  | Mike Di Meglio      | Motobi      | 19      | +20.107      | 18       | 6      |
| 11              | 23  | Marcel Schrötter    | Kalex       | 19      | +23.287      | 14       | 5      |
| 12              | 19  | Xavier Siméon       | Kalex       | 19      | +23.547      | 8        | 4      |
| 13              | 81  | Jordi Torres        | Suter       | 19      | +23.815      | 12       | 3      |
| 14              | 88  | Ricard Cardús       | Speed Up    | 19      | +33.488      | 22       | 2      |
| 15              | 3   | Simone Corsi        | Speed Up    | 19      | +35.424      | 6        | 1      |
| 16              | 49  | Axel Pons           | Kalex       | 19      | +35.532      | 21       |        |
| 17              | 52  | Danny Kent          | Tech 3      | 19      | +42.451      | 13       |        |
| 18              | 72  | Yuki Takahashi      | Moriwaki    | 19      | +44.314      | 26       |        |
| 19              | 60  | Julián Simón        | Kalex       | 19      | +44.688      | 10       |        |
| 20              | 9   | Kyle Smith          | Kalex       | 19      | +58.964      | 19       |        |
| 21              | 14  | Ratthapark Wilairot | Suter       | 19      | +59.940      | 23       |        |
| 22              | 44  | Steven Odendaal     | Speed Up    | 19      | +1:00.107    | 30       |        |
| 23              | 96  | Louis Rossi         | Tech 3      | 19      | +1:00.702    | 27       |        |
| 24              | 7   | Doni Tata Pradita   | Suter       | 19      | +1:08.996    | 29       |        |
| 25              | 11  | Sandro Cortese      | Kalex       | 19      | +1:24.281    | 20       |        |
| DSQ             | 95  | Anthony West        | Speed Up    | 19      | (+9.440)     | 11       |        |
| Ret             | 4   | Randy Krummenacher  | Suter       | 9       | Caída        | 15       |        |
| Ret             | 97  | Rafid Topan Sucipto | Speed Up    | 7       | Retirado     | 31       |        |
| Ret             | 30  | Takaaki Nakagami    | Kalex       | 6       | Retirado     | 2        |        |
| Ret             | 17  | Alberto Moncayo     | Speed Up    | 6       | Retirado     | 28       |        |
| Ret             | 40  | Pol Espargaró       | Kalex       | 3       | Caída        | 7        |        |
| DNS             | 12  | Thomas Lüthi        | Suter       | 0       | No participó |          |        |
| Reporte Oficial |     |                     |             |         |              |          |        |

### Resultados Moto3
| Pos             | N.º | Piloto                 | Constructor | Vueltas                                           | Tiempo                                            | Parrilla | Puntos |
| --------------- | --- | ---------------------- | ----------- | ------------------------------------------------- | ------------------------------------------------- | -------- | ------ |
| 1               | 42  | Álex Rins              | KTM         | 5                                                 | 11:26.535                                         | 1        | 25     |
| 2               | 25  | Maverick Viñales       | KTM         | 5                                                 | +0.244                                            | 3        | 20     |
| 3               | 39  | Luis Salom             | KTM         | 5                                                 | +0.547                                            | 2        | 16     |
| 4               | 94  | Jonas Folger           | Kalex KTM   | 5                                                 | +1.230                                            | 5        | 13     |
| 5               | 44  | Miguel Oliveira        | Mahindra    | 5                                                 | +8.276                                            | 18       | 11     |
| 6               | 8   | Jack Miller            | FTR Honda   | 5                                                 | +8.603                                            | 4        | 10     |
| 7               | 63  | Zulfahmi Khairuddin    | KTM         | 5                                                 | +10.147                                           | 12       | 9      |
| 8               | 10  | Alexis Masbou          | FTR Honda   | 5                                                 | +12.037                                           | 9        | 8      |
| 9               | 41  | Brad Binder            | Suter Honda | 5                                                 | +12.263                                           | 14       | 7      |
| 10              | 84  | Jakub Kornfeil         | Kalex KTM   | 5                                                 | +12.737                                           | 13       | 6      |
| 11              | 99  | Danny Webb             | Suter Honda | 5                                                 | +13.221                                           | 8        | 5      |
| 12              | 61  | Arthur Sissis          | KTM         | 5                                                 | +14.030                                           | 10       | 4      |
| 13              | 32  | Isaac Viñales          | FTR Honda   | 5                                                 | +15.822                                           | 11       | 3      |
| 14              | 7   | Efrén Vázquez          | Mahindra    | 5                                                 | +16.593                                           | 15       | 2      |
| 15              | 31  | Niklas Ajo             | KTM         | 5                                                 | +21.094                                           | 7        | 1      |
| 16              | 58  | Juan Francisco Guevara | TSR Honda   | 5                                                 | +21.205                                           | 27       |        |
| 17              | 65  | Philipp Öttl           | Kalex KTM   | 5                                                 | +21.351                                           | 25       |        |
| 18              | 19  | Alessandro Tonucci     | Honda       | 5                                                 | +21.599                                           | 16       |        |
| 19              | 3   | Matteo Ferrari         | FTR Honda   | 5                                                 | +21.772                                           | 30       |        |
| 20              | 22  | Ana Carrasco           | KTM         | 5                                                 | +22.003                                           | 26       |        |
| 21              | 17  | John McPhee            | FTR Honda   | 5                                                 | +23.267                                           | 28       |        |
| 22              | 4   | Francesco Bagnaia      | FTR Honda   | 5                                                 | +30.965                                           | 31       |        |
| 23              | 57  | Eric Granado           | Kalex KTM   | 5                                                 | +31.591                                           | 20       |        |
| Ret             | 77  | Lorenzo Baldassarri    | FTR Honda   | 2                                                 | Caída                                             | 29       |        |
| Ret             | 12  | Álex Márquez           | KTM         | 2                                                 | Retirado                                          | 6        |        |
| Ret             | 9   | Toni Finsterbusch      | Kalex KTM   | 0                                                 | Caída                                             | 22       |        |
| Ret             | 5   | Romano Fenati          | FTR Honda   | 0                                                 | Did not restart                                   | 17       |        |
| Ret             | 53  | Jasper Iwema           | Kalex KTM   | Retirados durante la parte inicial de la carrera. | Retirados durante la parte inicial de la carrera. | 19       |        |
| Ret             | 66  | Florian Alt            | Kalex KTM   | Retirados durante la parte inicial de la carrera. | Retirados durante la parte inicial de la carrera. | 21       |        |
| Ret             | 23  | Niccolò Antonelli      | FTR Honda   | Retirados durante la parte inicial de la carrera. | Retirados durante la parte inicial de la carrera. | 23       |        |
| Ret             | 89  | Alan Techer            | TSR Honda   | Retirados durante la parte inicial de la carrera. | Retirados durante la parte inicial de la carrera. | 24       |        |
| DNS             | 29  | Hyuga Watanabe         | Honda       | 0                                                 | No participó                                      |          |        |
| Reporte Oficial |     |                        |             |                                                   |                                                   |          |        |

Notes:
- La carrera fue detenida cuando iban 10 vueltas y fue reanudada con una distancia de 5 vueltas .